# Marx-Engels-Gesamtausgabe
Marx-Engels-Gesamtausgabe（マルクス・エンゲルス・ゲザムトアウスガーベ）、略称MEGA（メガ）は、カール・マルクスとフリードリヒ・エンゲルスの出版物、遺稿、草稿、書簡の全集である。
1970年代から刊行されている現在の版は、1920〜30年代に企画・刊行された全集（通称「旧メガ」）と区別するために〈新メガ〉という通称で呼ばれている。

## 概要
これは、マルクスとエンゲルスの継承されてきた文書を初めて総体的に提供している。既に知られた著作、記事、手紙（第三者にあてたものも）に、それまで未発表だったものや新しく発見されたものが付け加わった。さらに、すべての原稿、草稿、メモ、抜粋が刊行される。
あらゆるテキストは、原本の手稿と印刷物をもとにして、それぞれの言語をそのまま、実物のまま継承された正当性のあるテキスト原本として複写される。未完成の原稿は、著者が完成させたところまでの物が提供される。
MEGAは、初めの思考のスケッチから最後の方の理解まで、現代の編集方式の助けを借りて、完全かつ明快に著作の発展を記録している。科学的な評釈は、独立した資料の巻を生み出した。導入において、提供された素材は先駆的かつ科学歴史的に分類される。
すべての著作には、著者であることの証明や日付の証拠、継承された手稿と正当性を認められた印刷物の正確な記述をふくむ成立と継承の歴史が表されている。これは、変形リスト、修正リストと要点指示の解説、作品内在的な参照指示と文献の出典、大規模な索引資料を生み出した。

## 由来
1967年、『資本論』刊行100年を機に、ソ連共産党と東ドイツのドイツ社会主義統一党とが協定を結び、新しい全集の編纂をはじめた。これが、新メガのはじまりである。
1975年から刊行がはじまり、1984年には第1部（『資本論』以外の著作）32巻33冊、第2部（『資本論』関係）16巻24冊、第3部（書簡）45巻、第4部（抜粋、メモ、書きこみ）のうち抜粋とメモ40巻の総計133巻142冊の構成が確定した。1990年までに第1部は14巻、第2部は9巻15冊、第3部は8巻、第4部は6巻と、あわせて37巻43冊が刊行された。2015年5月現在では、62巻70冊が刊行されている。
1990年10月、ベルリンの壁崩壊以後の東側陣営の混乱を受け、マルクス・エンゲルスの原稿を多く保管するアムステルダムの社会史国際研究所に、国際マルクス＝エンゲルス財団が設立され、新メガの刊行が継続されることになった。
この作業は国際的な広がりをみせていて、日本でも、1998年1月に、東北大学教授の大村泉たち、通称〈仙台グループ〉が参画している。

## 日本語訳『マルクス・エンゲルス全集』との関係
1950年代から1990年代初頭にかけて、大月書店から『マルクス・エンゲルス全集』が刊行されていた。これは、『全集』と銘打たれていたものの、当時の東ドイツとソ連との共同企画であった『マルクス・エンゲルス著作集』＝Marx-Engels-Werke（MEWと略称された）の翻訳であり、当時からも未収録文献があることが指摘され、全集という書名は正確ではないと、刊行当時から指摘されていた。

## 旧MEGA
マルクスとエンゲルスの全著作を刊行しようという試みは、1920年代にはじまった。1922年ダヴィト・リャザーノフはエドゥアルト・ベルンシュタインに依頼して、ドイツ社会民主党に保管されていたかれらの原稿の利用を許可された。その結果、ソ連のマルクス・エンゲルス研究所により編集され、1927年、フランクフルトで最初の巻が刊行された。1935年までに、第1部（『資本論』以外の著作）7巻8冊と第3部（2人の間の往復書簡）4冊と別巻1冊が刊行された。これを新MEGAと区別して、旧MEGAと呼ぶ。

## 関連文献
- Karl Marx Friedrich Engels Gesamtausgabe (MEGA). Probeband. Editionsgrundsätze und Probestücke. Dietz Verlag, Berlin 1972
- Karl Marx Friedrich Engels Gesamtausgabe (MEGA). Vierte Abteilung Exzerpte - Notizen - Marginalien. Probeheft. Dietz Verlag,  Berlin 1983
- Carl-Erich Vollgraf: Die Kommentierung - Achillesferse der zweiten MEGA?. In: Beiträge zur Marx-Engels-Forschung. Neue Folge 1992. Argument Verlag, Hamburg 1992, S. 5 ff. ISBN 3-88619-744-1
- Richard Sperl: Das Vollständigkeitsprinzip der MEGA - editorischer Gigantismus?. In: Beiträge zur Marx-Engels-Forschung. Neue Folge 1992. Argument Verlag, Hamburg 1992, S. 21 ff. ISBN 3-88619-744-1
- Jürgen Jungnickel: Einige Bemerkungen zu den Registern in der MEGA. In: Beiträge zur Marx-Engels-Forschung. Neue Folge 1992. Argument Verlag, Hamburg 1992, S. 34 ff. ISBN 3-88619-744-1
- Carl-Erich Vollgraf: Nochmals zur Kommentierung in der zweiten MEGA. Fallstudien. In: Beiträge zur Marx-Engels-Forschung. Neue Folge 1993. Argument Verlag, Hamburg 1993, S. 69 ff. ISBN 3-88619-744-1
- Manfred Schöncke: Notizen zur Edition des Briefwechsels in der MEGA. In: Beiträge zur Marx-Engels-Forschung. Neue Folge 1993. Argument Verlag, Hamburg 1993, S. 82 ff. ISBN 3-88619-744-1
- Internationale Marx-Engels-Stiftung Amsterdam (Hrsg.): Karl Marx Friedrich Engels Gesamtausgabe (MEGA). Editionsrichtlinien der Marx-Engels-Gesamtausgabe (MEGA). Dietz Verlag, Berlin 1993 ISBN 3-320-01815-9
- Richard Sperl: Die neuen Editionsrichtlinien der Marx-Engels-Gesamtausgabew (MEGA) mit einer Vorbemerkung von Jacques Grandjonc. In: MEGA Studien 1994/1. Dietz Verlag, Berlin 1994, S. 32-59 ISBN 3-320-01826-4
- Richard Sperl: Marx-Engels-Editionen. In: Editionen zu deutschsprachigen Autoren als Spiegel der Editionsgeschichte. Hrsg. von Rüdiger Nutt-Kofoth und Bodo Plachta. Tübingen 2005, S. 329–360.
- Gerald Hubmann, Herfried Münkler, Manfred Neuhaus: „... es kömmt drauf an sie zu verändern“. Zur Wiederaufnahme der Marx-Engels-Gesamtausgabe (MEGA). In: Deutsche Zeitschrift für Philosophie. Heft 2. 2001. S. 299–311.
- Richard Sperl: „Edition auf hohem Niveau“. Zu den Grundsätzen der Marx-Engels-Gesamtausgabe (MEGA). Argument, Hamburg 2004 ISBN 3-88619-653-4
- Gerald Hubmann: Von der Politik zur Philologie: Die Marx-Engels-Gesamtausgabe. In: Editionen – Wandel und Wirkung. Hrsg. von Annette Sell. Tübingen 2007, S. 187–201.
- Michael Krätke: Der ganze Marx. In: „WOZ - Die Wochenzeitung“, 3. August 2006.
- Thomas Marxhausen: »MEGA – MEGA« und kein Ende (PDF; 161 kB). In: UTOPIE kreativ, Heft 189/190 (Juli/August 2006), S. 596-617.
- David Rjasanow: Vorwort zur MEGA 1927 (PDF; 126 kB). In: UTOPIE kreativ, Heft 206 (Dezember 2007), S. 1095-1011.

## 注
1. ↑  大谷禎之介「日本における新メガの研究」、『経済』2003年5月号
2. ↑  不破哲三『マルクス「資本論」発掘・追跡・探究』新日本出版社、2015年、115ページ
3. ↑  以上、この項は『しんぶん赤旗』2006年2月1日より10日にかけて掲載された「『資本論』と新メガ研究」による
4. ↑  以上、この項は杉原四郎『マルクス・エンゲルス文献考』（未来社、1972年）による